# FC TSK Simferópol
El Football Club Tavriya Simferopol Krym (en español: Club de Fútbol Tavria Simferopol Crimea), es un equipo de fútbol de Rusia que juega en la Liga Premier de Crimea.

## Historia
Fue fundado en el año 2014 en la ciudad de Simferópol luego de que el SC Tavriya Simferopol fuera liquidado tras la anexión de Crimea a Rusia. El nuevo club fue registrado bajo las reglas de la Unión de Fútbol de Rusia y con el derecho de jugar en la Segunda División de Rusia en la temporada 2014/15.
Como Ucrania considera a Crimea como parte de su territorio, la Federación de Fútbol de Ucrania mandó una queja ante la UEFA sobre la participación de los equipos de Crimea dentro del fútbol de Rusia, por lo que el 22 de agosto de 2014 la UEFA anunció que "ningún partido de fútbol jugado por los equipos de Crimea bajo el auspicio de la Unión de Fútbol de Rusia será reconocido por la UEFA hasta nuevo aviso".
El 4 de diciembre de 2014 la UEFA prohibió a los equipos de Crimea participar en los torneos de fútbol de Rusia y anunció que Crimea tendría su propia liga de fútbol, la cual la UEFA administraría directamente.
Fue el primer equipo campeón de la Liga Premier de Crimea en la temporada 2015/16, único título ganado hasta el momento.

## Palmarés
- Liga Premier de Crimea: 1

2015/16

## Entrenadores
- 2014-2017:  Serhiy Vasylyovych Shevchenko
- 2017:  Maksym Startsev